# Loppmarknad (dikt)
Loppmarknad är en dikt av Bo Setterlind. Den börjar: "Dollar, dollar, dollar, dull, dull, dull" och är närmast en dikt i den komiska eller satiriska genren med en uppräkning av alla möjliga mer eller mindre bisarra försäljningsobjekt, till exempel "kristen potatis".